# Chiesa di San Giorgio Martire (Napoli)
La chiesa di San Giorgio Martire è uno storico luogo di culto di Napoli; si erge nel quartiere di Pianura.

## Storia e descrizione

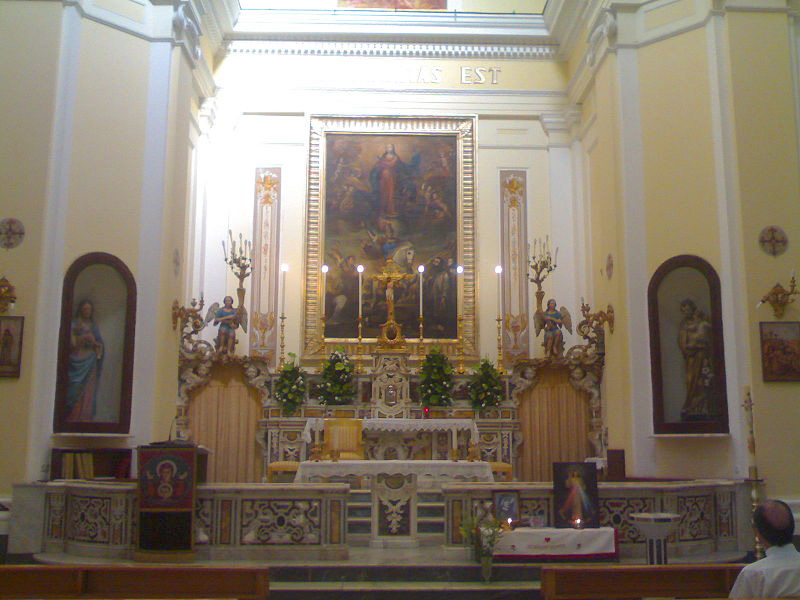
L'altare maggiore

La chiesa ha origine nei primi anni del Duecento. È a partire dal XVI secolo che la chiesa assunse una veste più monumentale.
Alcune fonti affermano che sui locali della primitiva parrocchia fu iniziata, nei primi anni del Cinquecento, la costruzione dell'odierna chiesa grazie alle offerte dei fedeli. Nel 1587 fu avviato il completamento della stessa chiesa che assunse la veste attuale nel 1676. 
Nel 1822 è registrato il completamento dello scalone d'ingresso.
La facciata, su due ordini, è alleggerita da una serliana al livello inferiore, mentre la parte superiore è scandita dal ritmo di lesene che inquadrano un rosone; alla sommità si apre il timpano triangolare.
L'interno a croce latina con due cappelle per lato, transetto e presbiterio, contiene delle opere d'arte di valore, come: gli altari settecenteschi e la balaustra in marmi policromi che delimita il presbiterio, gli affreschi del pittore Simonetti sulla volta e sui peducci della cupola, la tela seicentesca dell'Immacolata e Santi attribuita da Napoli Sacra a Onofrio Palumbo sopra l'altare maggiore, una Madonna del Carmine con i Santi Antonio e Giuseppe di Vincenzo De Mita sull'altare della seconda cappella a destra e un Arcangelo Raffaele e Tobiolo di Gaetano Gigante sull'altare della seconda cappella a sinistra.